# Língua de sinais grega
A Língua de Sinais Grega (em Portugal: Língua Gestual Grega) é a língua de sinais (pt: língua gestual) usada pela comunidade surda da Grécia. Era utilizada por cerca de 40,600 pessoas, em 1986.